# Impresión térmica

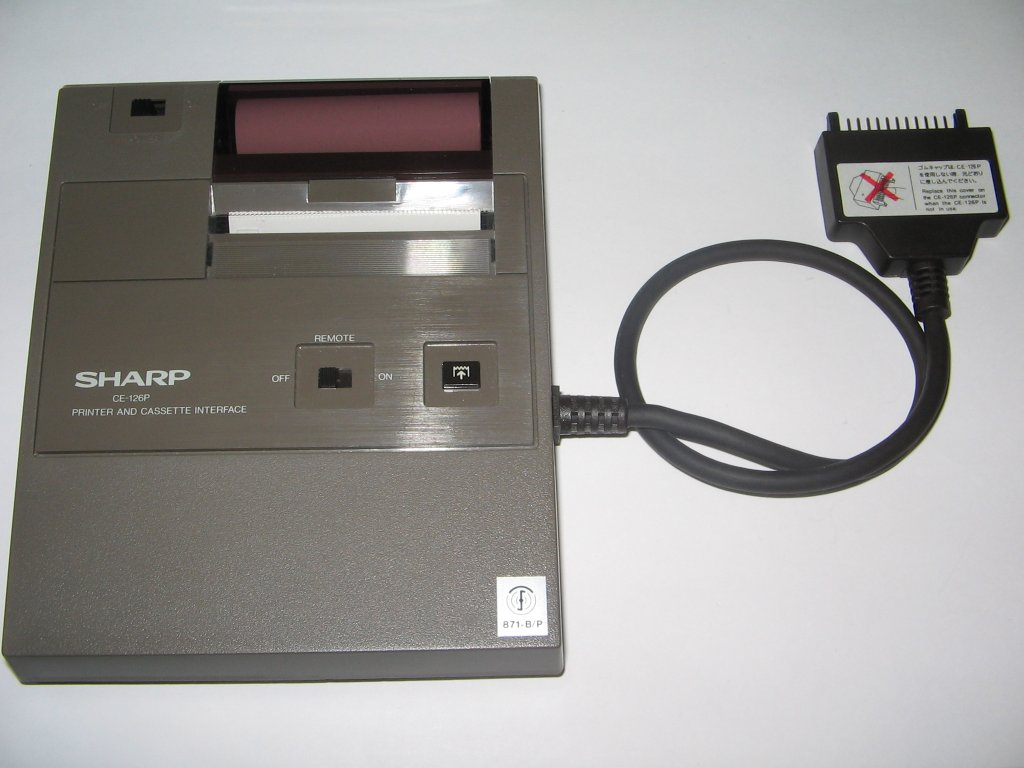
una impresora térmica

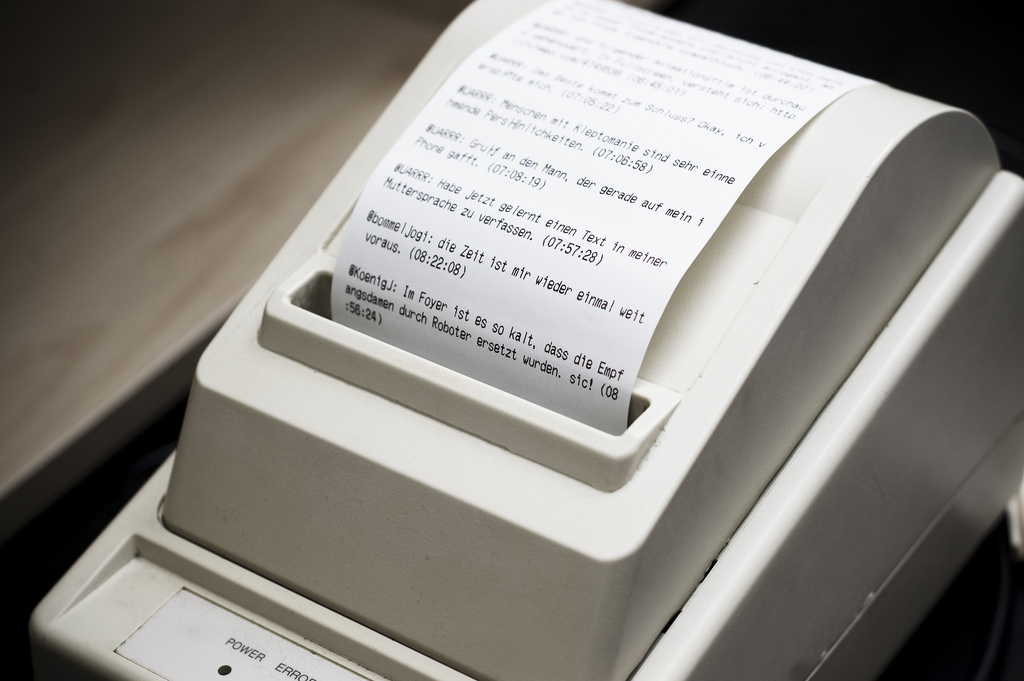
Las facturas y los recibos suelen imprimirse en papel térmico.

La impresión térmica (o impresión térmica directa ) es un proceso de impresión digital que produce una imagen impresa pasando papel con un recubrimiento termocrómico, comúnmente conocido como papel térmico, sobre un cabezal de impresión que consta de pequeños elementos calentados eléctricamente. El revestimiento se vuelve negro en las zonas donde se calienta, produciendo una imagen. 
La mayoría de las impresoras térmicas son monocromáticas (blanco y negro), aunque existen algunos diseños de varios colores.
La impresión por transferencia térmica es un método diferente, que utiliza papel normal con una cinta sensible al calor en lugar de papel sensible al calor, pero utiliza cabezales de impresión similares.

## Diseño

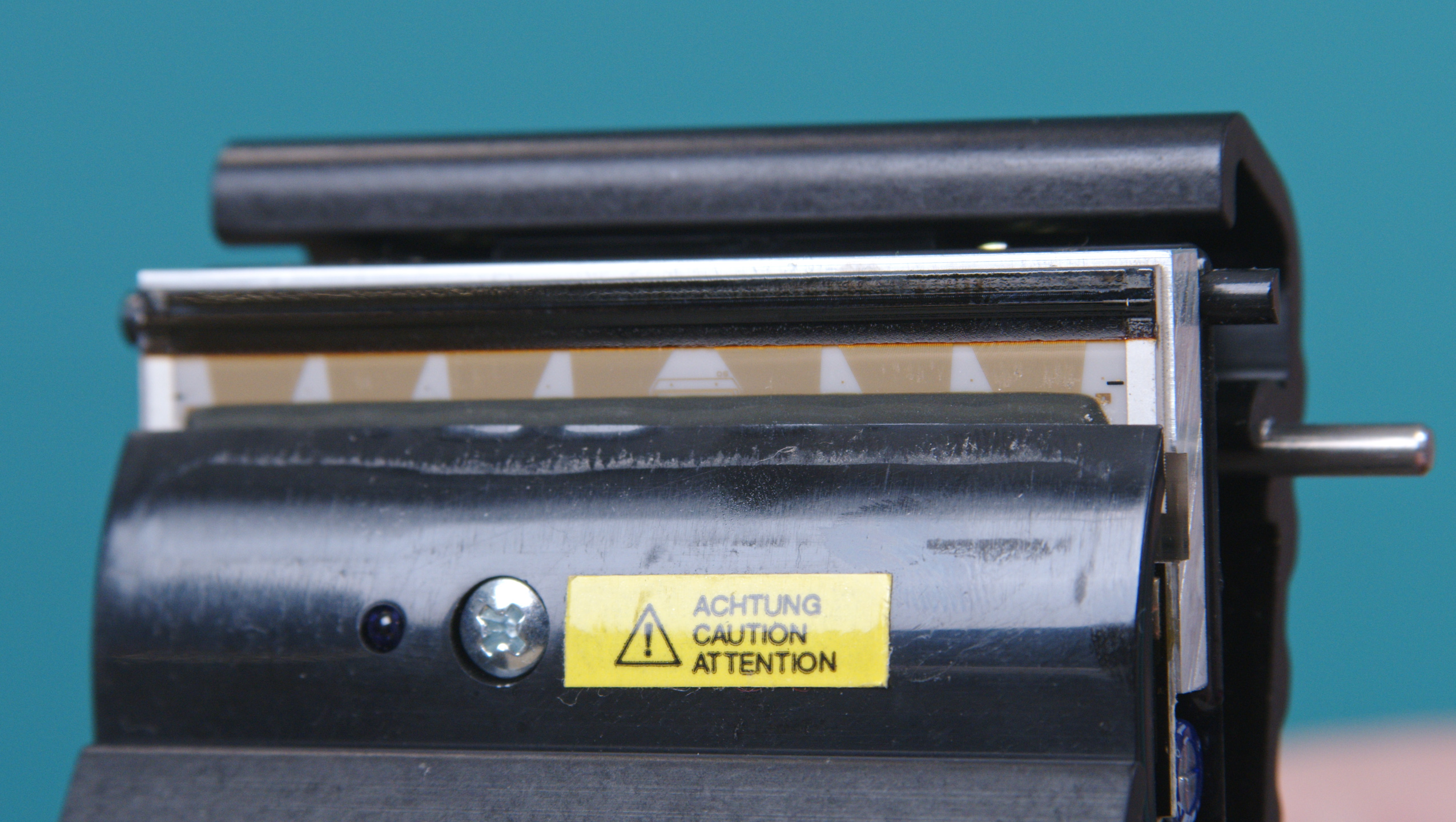
Un cabezal de impresión térmica

Una impresora térmica normalmente contiene al menos estos componentes:
- Cabezal térmico : Produce calor para crear una imagen en el papel.
- Platina : Un rodillo de goma que mueve el papel.
- Resorte : Aplica presión para mantener juntos el papel y el cabezal de impresión.

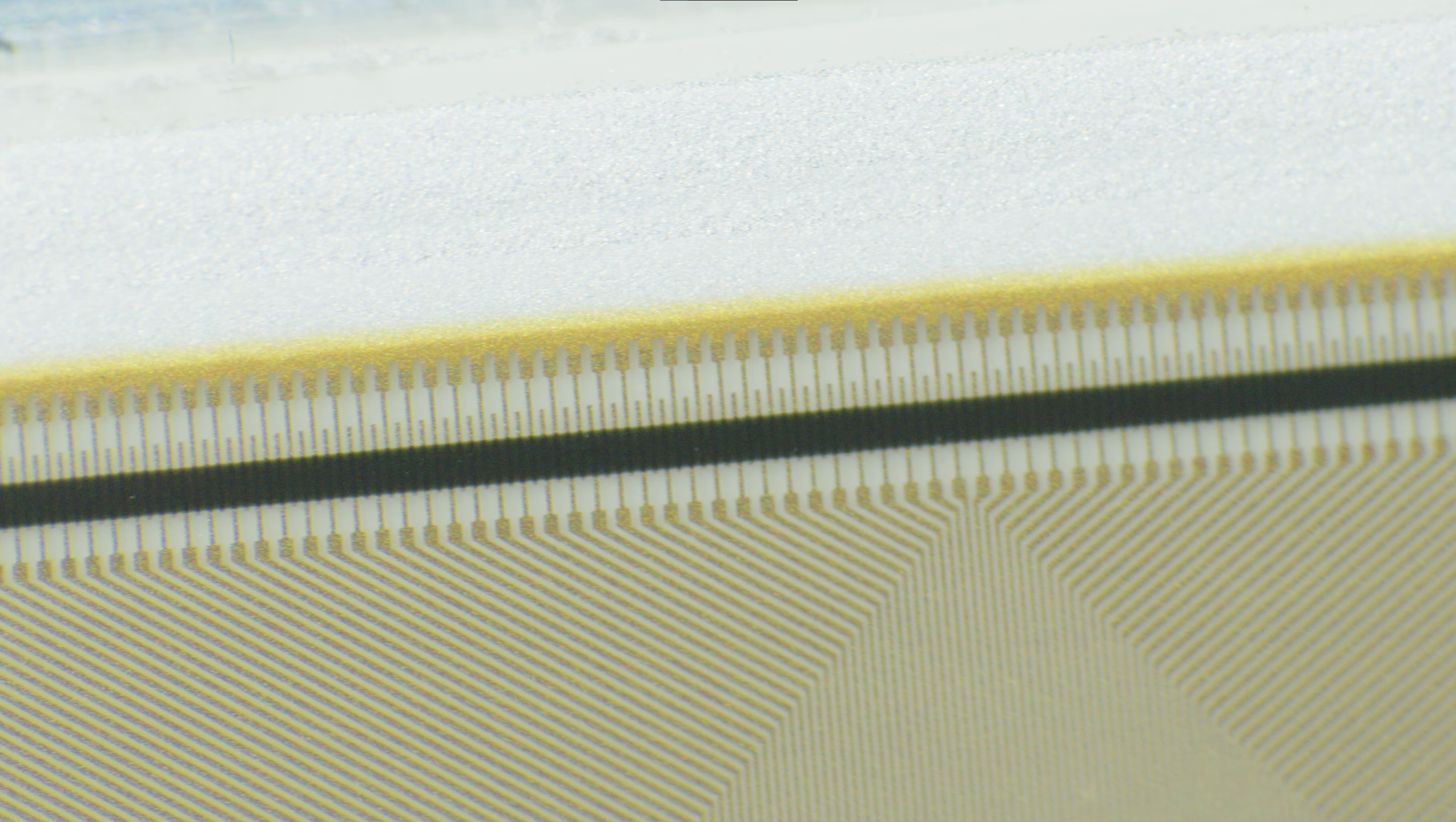
Cabezal de impresión térmica con gran aumento

El papel térmico se impregna con una mezcla en estado sólido de un tinte y una base adecuada, por ejemplo, un tinte fluorano leuco y un ácido octadecilfosfónico . Cuando la matriz se calienta por encima de su punto de fusión, el tinte reacciona con el ácido, cambia a su forma coloreada y la forma cambiada se conserva en un estado metaestable cuando la matriz se solidifica lo suficientemente rápido, un proceso conocido como termocromismo .
Este proceso suele ser monocromático, pero existen algunos diseños de dos colores, que pueden imprimir tanto en negro como en un color adicional (a menudo rojo) aplicando calor a dos temperaturas diferentes. 
Para imprimir, el papel térmico se inserta entre el cabezal térmico y el rodillo y se presiona contra el cabezal. La impresora envía una corriente eléctrica a los elementos calefactores del cabezal térmico. El calor generado activa la capa termocrómica del papel, provocando que adquiera un color determinado (por ejemplo, negro).
Los cabezales de impresión térmica pueden tener una resolución de hasta 1200 puntos por pulgada (ppp). Los elementos calefactores suelen estar dispuestos como una línea de pequeños puntos estrechamente espaciados. 
Las primeras formulaciones del recubrimiento termosensible utilizado en el papel térmico eran sensibles al calor incidental, la abrasión, la fricción (que puede causar calor y oscurecer el papel), la luz (que puede desvanecer las imágenes impresas) y el agua . Las formulaciones de revestimiento térmico posteriores son mucho más estables; en la práctica, el texto impreso térmicamente debería permanecer legible durante al menos 50 días.

## Aplicaciones
Las impresoras térmicas imprimen de forma más silenciosa y normalmente más rápida que las impresoras matriciales de puntos. También son más pequeños, livianos y consumen menos energía, lo que los hace ideales para aplicaciones portátiles y minoristas.

### Uso comercial
Las aplicaciones comerciales de las impresoras térmicas incluyen bombas de estaciones de servicio, quioscos de información, sistemas de puntos de venta, impresoras de cupones en máquinas tragamonedas, impresión bajo demanda de etiquetas para envíos y productos, y para grabar tiras de ritmo en vivo en monitores cardíacos de hospitales.

### Mantenimiento de registros en microordenadores.
Muchos sistemas de microordenadores populares de finales de la década de 1970 y principios de la de 1980 tenían impresoras térmicas propias y de posventa disponibles, como la impresora Atari 822 para la familia Atari de 8 bits, la Apple Silentype para Apple II y la Alphacom 32 para el ZX Spectrum y el ZX81 . A menudo utilizan suministros de tamaño inusual (rollos de 10 cm de ancho para Alphacom 32, por ejemplo) y se utilizan a menudo para realizar registros permanentes de información en la computadora (gráficos, listados de programas, etc.), en lugar de para correspondencia.

### Máquinas de fax
Durante la década de 1990, muchas máquinas de fax utilizaban tecnología de impresión térmica. Sin embargo, hacia principios del siglo XXI, la tecnología de impresión por transferencia térmica de cera, láser y inyección de tinta sustituyó en gran medida a la tecnología de impresión térmica en las máquinas de fax, permitiendo la impresión en papel normal.

### Exploración del fondo marino

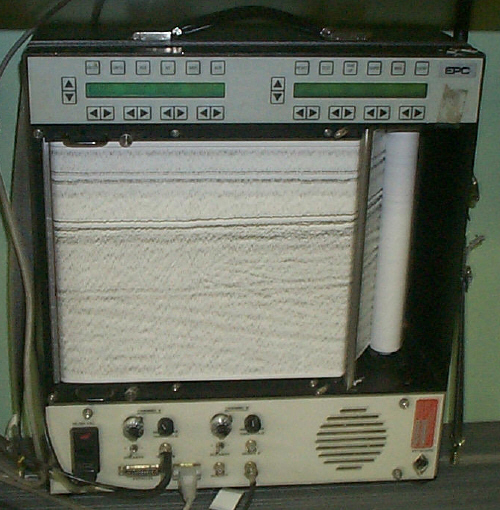
Impresora térmica utilizada en la exploración del fondo marino.

Las impresoras térmicas se utilizan comúnmente en la exploración del fondo marino y en la ingeniería geológica debido a su portabilidad, velocidad y capacidad para crear bobinas u hojas continuas. Normalmente, las impresoras térmicas que se encuentran en aplicaciones marinas se utilizan para imprimir registros en tiempo real de imágenes sísmicas del fondo marino y del sonar de barrido lateral . En el procesamiento de datos, a veces se utilizan impresoras térmicas para crear rápidamente copias impresas de registros sísmicos o hidrográficos continuos almacenados en formato digital SEG Y o XTF .

### Otros usos
Las tiras de progreso de vuelo utilizadas en el control del tráfico aéreo suelen utilizar tecnología de impresión térmica.
En muchos hospitales del Reino Unido, muchos dispositivos de ecografía por ultrasonido comunes imprimen los resultados de la exploración en papel térmico. Esto puede causar problemas si los padres desean preservar la imagen laminándola, ya que el calor de la mayoría de las laminadoras oscurecerá toda la página; esto se puede probar de antemano en una impresión térmica sin importancia. Una opción es hacer y laminar un duplicado en tinta permanente de la imagen.
La Game Boy Printer, lanzada en 1998, era una pequeña impresora térmica utilizada para imprimir ciertos elementos de algunos juegos de Game Boy .

## Preocupaciones por la salud
Comenzaron a surgir informes de estudios en la década de 2000 que encontraron el químico bisfenol A ("BPA") relacionado con el estrógeno mezclado con papeles térmicos (y algunos otros). varias organizaciones de presión política orientadas a la salud y la ciencia, como el Grupo de Trabajo Ambiental, han presionado para que estas versiones se retiren del mercado. 